# Moulaye Idrissa Ba
Moulaye Idrissa Ba, né le 11 novembre 1990 à Échirolles, est un footballeur français qui évolue au poste d'attaquant au FC Bourgoin-Jallieu.

## Biographie
Né le 11 novembre 1990 à Échirolles,Moulaye Idrissa Ba évolue au sein des équipes de jeunes du FC Echirolles jusqu'aux U19 nationaux, il atteint notamment  lors de la saison 2007/2008 les 1/8 de final de la coupe gambardella en éliminant en 32e de final le Montpellier des Cabella,Stambouli,Belhanda qui deviendront plus tard champions de France. Il part ensuite à l'Étoile Football Club Fréjus Saint-Raphaël en 2010. En 2014, il rejoint le FC Bourg-Péronnas avec qui il connait la montée en Ligue 2 puis le maintien.

## Palmarès
- Coupe de France
  - Finaliste : 2018